# Huara ovalis
Huara ovalis is een spinnensoort uit de familie Desidae. De soort komt voor in Snareseilanden.